# دوري كينيا الممتاز
الدوري الكيني الأول لكرة القدم هي مسابقة كرة القدم بين أندية كينيا .
البطل الحالي هو نادي غور ماهيا.